# استوديوهات ستاربريز
1. ↑  "Shareholders - Starbreeze". Starbreeze. مؤرشف من الأصل في 2023-11-16. اطلع عليه بتاريخ 2023-09-23.

إن شركة ستاربريز القابضة (إنجليزية: Starbreeze Studios)، عبارة عن شركة مطورة وناشرة ألعاب فيديو سويدية قابضة مقرها ستوكهولم . أسست لأول مرة عام 1998 في هاموساند. أشهر ألعابها كانت باي داي 2 وذا داركنيس. 

## تاريخ

### التأسيس والاندماج (1998-2002)
تأسست Starbreeze Studios على يد المبرمج السويدي Magnus Högdahl. كان Högdahl عضوًا سابقًا في مجموعة Triton للكمبيوتر الشخصي ،  ومتخصصًا في تقديم العروض التوضيحية للتكنولوجيا . قرر تشكيل Starbreeze بعد إلغاء مشروعه، وهو لعبة تمثيل أدوار تسمى Into the Shadows .  ثم قرر إنشاء الاستوديو الخاص به وبدأ في تصميم محرك الألعاب الخاص به.  قام بنشاط بتوظيف الموظفين من بين معارفه وتم إنشاء الاستوديو في عام 1998 في هارنوساند ، السويد. 
عمل Högdahl كرئيس للشركة وقائد تقني، وكان مسؤولاً عن إنشاء محرك ألعاب جديد للألعاب المستقبلية، والبحث عن ناشرين مستعدين للمساعدة في نشر ألعابه.  في ذلك الوقت، كان لدى الشركة حوالي خمسة موظفين فقط،  وقد أنشأت نموذجًا أوليًا للعبة فيديو وعرضته على الناشرين في E3 1998 .  وافقت شركة Gremlin Interactive على نشر اللعبة، وتم الانتهاء من الصفقة في أواخر عام 1998. نمت الشركة لتضم ما يقرب من أحد عشر موظفًا. كانت اللعبة عبارة عن لعبة تمثيل أدوار من منظور الشخص الأول تسمى Sorcery . مع بيئة خيالية عالية ، تتميز اللعبة بصور ثلاثية الأبعاد وكانت طريقة لعبها مشابهة للعبة Diablo و Quake .  ومع ذلك، استحوذت شركة Infogrames على Gremlin Interactive في عام 2000 وتم حل الشراكة مع Starbreeze، مما أدى إلى إلغاء اللعبة. 
تأسست شركة O3 Games على يد لارس جوهانسون، الذي كان نشطًا أيضًا في منطقة ديموسين . كانت أول لعبة لها هي The Outforce ، وهي لعبة فضائية إستراتيجية في الوقت الفعلي تم إصدارها في عام 2000 وحققت نجاحًا كبيرًا للشركة. كانت شركة O3 بحاجة إلى التوسع حتى تتمكن من مواصلة تطوير ألعاب الفيديو.  بعد شعوذة'الإلغاء ، واجهت Starbreeze 's مالية. نظرًا لعدم قدرتها على دعم نفسها ماليًا، احتاجت Starbreeze إلى الاندماج مع مطور آخر لمواصلة العمل.  ناقشت الشركتان الاندماج في أوبسالا واندمجتا بعد ذلك بوقت قصير، مع الاحتفاظ بالاسم Starbreeze Studios. 

### ما بعد الاندماج (2002-2009)
بعد الاندماج، بدأت الشركة العمل على Enclave ، وهي لعبة فيديو خيالية من العصور الوسطى ومتعددة اللاعبين فقط مستوحاة من Team Fortress . أصبحت اللعبة أيضًا أول مشروع للشركة يتمتع بجاذبية دولية، مما مكن Starbreeze من الدخول في شراكة مع العديد من الناشرين بما في ذلك Swing Entertainment و Conspiracy Entertainment و Vivendi .  ومع ذلك، واجهت شركة Swing Entertainment الإفلاس في ذلك الوقت، وقررت تحويل اللعبة إلى لعبة فيديو مغامرات وأكشن للاعب واحد بهدف إرسالها إلى السوق في أقرب وقت ممكن.  تم إصدار اللعبة في عام 2002، واضطرت Starbreeze إلى تسريح الموظفين بعد إصدارها.  كان Enclave II أيضًا قيد التطوير. قيل أن التكملة تحتوي على قصة أكثر تفصيلاً، و28 خريطة مختلفة، و10 شخصيات قابلة للعب، ونظام قتال محسّن.  ومع ذلك، تم إلغاء هذه الميزات عندما واجهت Starbreeze مشاكل قانونية مع الناشر، مما أدى إلى إلغاء اللعبة.  تم إصدار لعبة أخرى، Knights of the Temple: Infernal Crusade ، بنجاح بمساعدة الناشر TDK Mediaactive . ومع ذلك تم نقل تكملة لها إلى مطور آخر.  حاولت Starbreeze الاستحواذ على استوديو آخر، Rock Solid Games ، لكن الاتفاق بين الاثنين انهار وتسبب في مشاكل مالية للشركتين. 
مشروع آخر كانت تعمل عليه Starbreeze في ذلك الوقت كان The Chronicles of Riddick: Escape from Butcher Bay . تدور أحداث اللعبة في عالم أفلام The Chronicles of Riddick ، وتم نشرها بواسطة Vivendi . استلهم الفريق من أفلام مثل Escape from Alcatraz وألعاب الفيديو مثل GoldenEye 007 وسلسلة Tom Clancy's Splinter Cell .  ومع ذلك، تم تقليص حجم الشركة بسبب مشاكلها المالية وانخفض عدد الموظفين من 80 إلى 25، وابتعد فريق التطوير بأكمله عن طابق ستاربريز الرئيسي لمنعها من التأثر بانخفاض الروح المعنوية، وللسماح لها بالتركيز. على تطوير اللعبة. تمتعت اللعبة بدورة تطوير مدتها 18 شهرًا، وهي أطول بكثير من الألعاب المرخصة النموذجية. كانت نسخة PlayStation 2 من اللعبة قيد التطوير أيضًا، ولكن تم إلغاؤها في النهاية حيث أمر مايكل بول، رئيس قسم النشر في Vivendi آنذاك، بإلغاءها "لترك بصمته".  تدخلت شركة Universal Motion Pictures واحتفظت بنسخة Xbox الخاصة باللعبة. تلقت لعبة Escape from Butcher Bay إشادة من النقاد عند إطلاقها، حيث اعتبرها العديد من النقاد واحدة من أفضل الألعاب المرخصة على الإطلاق. عناصر اللعب، بما في ذلك حل الألغاز والتسلل، ومرئياتها السابقة لعصرها، حظيت أيضًا بإشادة النقاد.  على الرغم من حصوله على إشادة من النقاد، إلا أنه لم يكن نجاحًا تجاريًا لشركة Starbreeze. 
بعد الافراج عن الهروب من بوتشر باي ، واجهت Starbreeze صعوبات مالية مرة أخرى بعد عدم تلقيها مدفوعات حقوق ملكية كبيرة من Vivendi. باعت جزءًا من قسم التقاط الحركة والرسوم المتحركة لشركة Centroid البريطانية.  ومع ذلك، ساعدت اللعبة في ترسيخ سمعة Starbreeze كاستوديو قادر على إنتاج عناوين مرخصة جيدة. بمساعدة شركة Union Entertainment، وهي شركة وسيطة ، وقعت Starbreeze اتفاقية مع Majesco Entertainment للحصول على عنوان جديد ضمن عالم The Darkness المملوك لشركة Top Cow Comics في 16 يوليو 2004  في منتصف تطوير اللعبة، خضعت Majesco لإعادة الهيكلة بسبب الصعوبات المالية، وحولت تركيزها، وأسقطت اللعبة.  صعدت شركة 2K Games وحصلت على حقوق النشر. قامت شركة 2K بتمديد دورة تطوير اللعبة، وطلبت من Starbreeze تطوير وضع متعدد اللاعبين للعبة. الظلام تم إصداره في عام 2007. لقد كان أداؤها أسوأ مما توقعه الفريق، لكن أدائها التجاري كان مُرضيًا، حيث بيعت أكثر من مليون نسخة حول العالم. 

## ألعاب

### الألعاب المنشورة
| سنة           | عنوان                          | مطور | المنصة (المنصات) | المنصة (المنصات) | المنصة (المنصات) | المنصة (المنصات) | المنصة (المنصات) | المنصة (المنصات) | المنصة (المنصات) | المنصة (المنصات) | المنصة (المنصات) |
| سنة           | عنوان                          | مطور | يفوز             | اكس بي او        | بلاي ستيشن 4     |                  |                  |                  |                  |                  |                  |
| ------------- | ------------------------------ | --- | ---------------- | ---------------- | ---------------- | ---------------- | ---------------- | ---------------- | ---------------- | ---------------- | ---------------- |
| 2016          | مات في وضح النهار              | السلوك التفاعلي \| style="background: #a1ea9a; color: black; vertical-align: middle; text-align: center; " class="table-yes"\|نعم\| style="background: #a1ea9a; color: black; vertical-align: middle; text-align: center; " class="table-yes"\|نعم\| style="background: #a1ea9a; color: black; vertical-align: middle; text-align: center; " class="table-yes"\|نعم |                  |                  |                  |                  |                  |                  |                  |                  |                  |
| 2017          | سجلات جون ويك                  | style="background: #a1ea9a; color: black; vertical-align: middle; text-align: center; " class="table-yes"\|نعم\| style="background: LightCoral; color: black; vertical-align: middle; text-align: center; " class="table-yes"\|لا\| style="background: LightCoral; color: black; vertical-align: middle; text-align: center; " class="table-yes"\|لا                |                  |                  |                  |                  |                  |                  |                  |                  |                  |
| 2017          | الغلاف المضاد                  | style="background: #a1ea9a; color: black; vertical-align: middle; text-align: center; " class="table-yes"\|نعم\| style="background: LightCoral; color: black; vertical-align: middle; text-align: center; " class="table-yes"\|لا\| style="background: LightCoral; color: black; vertical-align: middle; text-align: center; " class="table-yes"\|لا                |                  |                  |                  |                  |                  |                  |                  |                  |                  |
| 2017          | الغارة: الحرب العالمية الثانية | style="background: #a1ea9a; color: black; vertical-align: middle; text-align: center; " class="table-yes"\|نعم\| style="background: #a1ea9a; color: black; vertical-align: middle; text-align: center; " class="table-yes"\|نعم\| style="background: #a1ea9a; color: black; vertical-align: middle; text-align: center; " class="table-yes"\|نعم                    |                  |                  |                  |                  |                  |                  |                  |                  |                  |
| 2018          | القرد-X VR                     | style="background: #a1ea9a; color: black; vertical-align: middle; text-align: center; " class="table-yes"\|نعم\| style="background: LightCoral; color: black; vertical-align: middle; text-align: center; " class="table-yes"\|لا\| style="background: LightCoral; color: black; vertical-align: middle; text-align: center; " class="table-yes"\|لا                |                  |                  |                  |                  |                  |                  |                  |                  |                  |
| 2018          | محبر                           | style="background: #a1ea9a; color: black; vertical-align: middle; text-align: center; " class="table-yes"\|نعم\| style="background: LightCoral; color: black; vertical-align: middle; text-align: center; " class="table-yes"\|لا\| style="background: LightCoral; color: black; vertical-align: middle; text-align: center; " class="table-yes"\|لا                |                  |                  |                  |                  |                  |                  |                  |                  |                  |
| ملحوظات 1. 2. |                                | |                  |                  |                  |                  |                  |                  |                  |                  |                  |

## روابط خارجية
- الموقع الرسمي

قالب:Starbreeze
1. 1 2 3 4 5 6  Leone، Matt (2 يونيو 2011). "The Secret History of the Riddick Team". 1UP.com. مؤرشف من الأصل في 2011-10-15. اطلع عليه بتاريخ 2016-01-24.
2. 1 2  "Starbreeze: An interview with Starbreeze, the Swedish company behind fantasy role playing game Sorcery". يورو غيمر. 11 نوفمبر 1999. مؤرشف من الأصل في 2016-02-21. اطلع عليه بتاريخ 2016-01-24.
3. ↑  "Starbreeze: About Us". Starbreeze Studios. مؤرشف من الأصل في 2016-02-15. اطلع عليه بتاريخ 2016-01-24.
4. 1 2 3 4 5  Leone، Matt (2 يونيو 2011). "The Secret History of the Riddick Team". 1UP.com. مؤرشف من الأصل في 2011-10-15. اطلع عليه بتاريخ 2016-01-24.Leone, Matt (June 2, 2011).
5. ↑  "Starbreeze: An interview with Starbreeze, the Swedish company behind fantasy role playing game Sorcery". يورو غيمر. 11 نوفمبر 1999. مؤرشف من الأصل في 2016-02-21. اطلع عليه بتاريخ 2016-01-24."Starbreeze: An interview with Starbreeze, the Swedish company behind fantasy role playing game Sorcery".
6. 1 2  Peter Zackariasson (2012). The Video Game Industry: Formation, Present State, and Future. Routledge. ص. 143. ISBN:978-0415896528.
7. 1 2  Pitts، Russ (15 مايو 2014). "Making Wolfenstein: a fight club on top of the world". Polygon. فوكس ميديا. مؤرشف من الأصل في 2014-08-06. اطلع عليه بتاريخ 2014-05-19.Pitts, Russ (May 15, 2014).
8. ↑  Pitts، Russ (15 مايو 2014). "Making Wolfenstein: a fight club on top of the world". Polygon. فوكس ميديا. مؤرشف من الأصل في 2014-08-06. اطلع عليه بتاريخ 2014-05-19.
9. 1 2 3  Peter Zackariasson (2012). The Video Game Industry: Formation, Present State, and Future. Routledge. ص. 143. ISBN:978-0415896528.Peter Zackariasson (2012).
10. ↑  "Enclaved II First Look". آي جي إن. 6 مارس 2013. مؤرشف من الأصل في 2016-03-03. اطلع عليه بتاريخ 2016-01-24.
11. ↑  Perry، Douglass C. (2 سبتمبر 2004). "Epilogue: The Chronicles of Riddick: Escape From Butcher Bay, Pt. 2". آي جي إن. Ziff Davis. ص. 2. مؤرشف من الأصل في 2016-03-03. اطلع عليه بتاريخ 2009-04-05.
12. ↑  "Majesco to publish The Darkness on next-gen consoles". GamesIndustry.biz. 22 مارس 2005. مؤرشف من الأصل في 2015-04-13. اطلع عليه بتاريخ 2015-04-13.
13. ↑  "2K Games Grabs The Darkness From Majesco". Gamasutra. 3 مارس 2006. مؤرشف من الأصل في 2015-09-24. اطلع عليه بتاريخ 2015-04-13.
14. ↑  "Starbreeze sells rights to Dead by Daylight to Behaviour for USD 16 million". Starbreeze Studios. 21 مارس 2018. مؤرشف من الأصل في 2023-03-13. اطلع عليه بتاريخ 2020-11-30.